# 兼松春奈
兼松 春奈（かねまつ はるな、1990年4月25日 - ）は、大阪府出身のサッカー審判員（国際主審）。

## 来歴
四條畷学園中学校1年の時に4級審判員の資格を取得。大阪桐蔭高校でも女子サッカー部に所属して選手としての活動を続ける。その後同志社女子大学に進み、アイオワ州ラマニーにあるリベラル・アーツ・カレッジのグレイスランド大学に約半年間留学。卒業後、追手門学院小学校などで教鞭を執りながら審判員としての活動を続け、2016年に女子1級審判員の資格を取得。
2019年に日本サッカー協会が国際サッカー連盟 (FIFA) に国際審判員としての登録を申請、女子国際主審として登録された。2021年6月5日には東平尾公園博多の森球技場で行われた国際親善試合・U-24日本代表対U-24ガーナ代表の第4審を担当した。